# 샤를린 판 스닉
샤를린 판 스닉(네덜란드어: Charline Van Snick, 프랑스어: Charline Van Snick 샤를린 반 스니크[*], 1990년 9월 2일~)은 벨기에의 유도 선수이다. 2012년 하계 올림픽에서 여자 엑스트라라이트급 동메달을 획득하였으며, 세계 선수권 대회에서 동메달 1개를 획득했다.